# Risle
De Risle of Rille is een rivier in Normandië in Frankrijk. De waterloop ontspringt in het departement Orne, nabij L'Aigle, stroomt door het westen van het Euredepartement en mondt uit in het estuarium van de Seine te Berville-sur-Mer.
De enige noemenswaardige zijrivier is de Charentonne. Steden aan de rivier zijn: L'Aigle, Rugles, Beaumont-le-Roger, Brionne, Montfort-sur-Risle en Pont-Audemer.

## Toponiem
Namen van (voormalige) gemeenten die naar de rivier verwijzen:
- In Orne: Saint-Hilaire-sur-Risle, Saint-Sulpice-sur-Risle
- In Eure: Condé-sur-Risle, Corneville-sur-Risle, La Ferrière-sur-Risle, Freneuse-sur-Risle, Glos-sur-Risle, Grosley-sur-Risle, Manneville-sur-Risle, Montfort-sur-Risle, Neaufles-sur-Risle, Saint-Paul-sur-Risle, Saint-Philbert-sur-Risle en Vaux-sur-Risle

- Bibliothèque nationale de France: cb121084370 (data)
- Système universitaire de documentation: 029462045
- Virtual International Authority File: 5400148574316524430008